# Les enlèvements d'enfants, c'est pas marrant
Les enlèvements d'enfants, c'est pas marrant (Child Abduction Is Not Funny en version originale) est le onzième épisode de la sixième saison de la série animée South Park, ainsi que le 90e épisode de l'émission.

## Synopsis
Les parents sont victimes de la psychose de l'enlèvement. Au fil des informations, ils apprennent que leurs enfants peuvent être enlevés par eux-mêmes. Mme le Maire demande au Chinois Tuong Lu Kim, propriétaire du restaurant City Wok, d'édifier une muraille comme dans son pays mais les Mongols l'attaquent.